# Bost, Allier

Bost este o comună în departamentul Allier din centrul Franței. În 1 ianuarie 2022 avea o populație de 180 de locuitori.